# مارتن ليتش
مارتن ليتش (بالإنجليزية: Martin Leach)‏ هو شخصية أعمال ومهندس بريطاني، ولد في 1957، وتوفي في 1 نوفمبر 2016.